# La Flora
La Flora, o vero Il natal de' Fiori (Flora, eller Blommornas födelse) är en italiensk opera (Favola in musica) i prolog och fem akter med musik av Marco da Gagliano och libretto av Andrea Salvadori.

## Historia
La Flora komponerades med anledning av bröllopet mellan Margareta de Medici och Odoardo Farnese av Parma 1628. Blommotivet anspelar på brudens namn och på de blommor som förknippas med städerna Florens och Parma. Operan hade premiär den 14 oktober 1628 på Teatro degli Uffici i Florens.

## Personer
- Imeneo (Hymenaios), bröllopsguden (tenor)
- Mercurio (Mercurius), gudarnas budbärare (kontraalt)
- Berecinzia (Kybele), jordgudinnan (sopran)
- Zeffiro (Zefyros), västanvindens gud (sopran)
- Venere (Venus), kärleksgudinnan (sopran)
- Amore (Amor), kärleksguden (sopran)
- Clori (Chloris), en nymf, senare kallad "Flora" (sopran)
- Corilla, en nymf och Cloris väninna (sopran)
- Pane (Pan), herdeguden (tenor)
- Lirindo, en herde som är förälskad i Corilla (tenor)
- Tritone (Triton), en havsgud (tenor)
- Pasitea, Aglaia och Talìa (Pasithea, Aglaia och Thalia), De Tre Gracerna (sopraner)
- Plutone (Pluto), underjordens gud (bas)
- Eaco, Radamanto, och Minosse (Aiakos, Rhadamanthys och Minos), domare i Hades (tenorer)
- Gelosia, (Svartsjukan) (kontraalt)
- Austro (Notos), sunnanvinden (tenor)
- Borea (Boreas), nordanvinden (tenor)
- Satiro, en satyr (tenor)
- Nettuno (Neptunus), havsguden (tenor)
- Giove (Jupiter), gudarnas konung (tenor)
- Apollo (Apollon), solguden (tenor)
- Napaiader, Silvanus, Tritoner, Nereider, Satyrer, Cupider och andra gudomligheter.

## Handling
Berättelsen rör kärleken mellan västanvindens gud Zefyros och nymfen Chloris. Amor är till en början motvillig att välsigna paret och försöker orsaka splittring. Men ger till slut upp efter påtryckningar från gudarna. Blommorna, som blir resultatet av deras förening, bevattnas av Apollon och muserna. Blomstren breder ut sig över jorden och ger upphov till städerna Florens och Parmas stadsblomma liljan.
De fem akterna varvas med baletter utförda av tritoner och havsnymfer, satyrer och trädnymfer, amoriner, vindar och stormar.